# Herringe Sogn
Herringe Sogn er et sogn i Midtfyn Provsti (Fyens Stift).
I 1800-tallet var Gestelev Sogn anneks til Herringe Sogn. Begge sogne hørte til Sallinge Herred i Svendborg Amt. I 1960'erne blev først Gestelev, senere Herringe lagt sammen med Ringe sognekommune, som ved kommunalreformen i 1970 blev kernen i Ringe Kommune, der ved strukturreformen i 2007 indgik i Faaborg-Midtfyn Kommune.
I Herringe Sogn ligger Herringe Kirke.
I sognet findes følgende autoriserede stednavne:
- Agerup (bebyggelse, ejerlav)
- Fjællebro (ejerlav, landbrugsejendom)
- Herringe (bebyggelse, ejerlav)
- Pennsylvanien (bebyggelse)
- Rudme (bebyggelse, ejerlav)
- Sundsgård (landbrugsejendom)